# アレックス・デーヴィス
アレックス・デーヴィス（Alex Davis、1992年10月3日 - ）は、イングランドのラグビー選手。

## プロフィール
- イングランド・グロスター出身。
- ポジションはセンター(CTB)。
- 身長 186cm、体重 92kg
- 7人制イングランド代表に選ばれたことがある[1]。

## 略歴
2021年、東京五輪の7人制イギリス代表スコッドに選ばれた。